# Sủng Cháng
Sủng Cháng là một xã thuộc huyện Yên Minh, tỉnh Hà Giang, Việt Nam.

## Địa lý
Xã Sủng Cháng có vị trí địa lý:
- Phía đông giáp huyện Đồng Văn
- Phía tây giáp xã Bạch Đích và xã Thắng Mố
- Phía nam giáp các xã Sủng Thài, Lao Và Chải, Bạch Đích
- Phía bắc giáp xã Thắng Mố.

Xã Sủng Cháng có diện tích 21,24 km², dân số năm 2019 là 3.752 người, mật độ dân số đạt 177 người/km².

## Hành chính
Xã Sủng Cháng được chia thành 9 thôn: Sủng Chớ, Cao Ván, Chúng Chải, Sàng Súng, Mào Phố, Làng Pèng, Cháng Lô, Bản Ruồng, Sủng Sảng.

## Lịch sử
Trước đây, Sủng Cháng là một xã thuộc huyện Đồng Văn.
Ngày 5 tháng 7 năm 1961, Hội đồng Chính phủ ban hành Quyết định số 91-CP về việc thành lập xã Sủng Cháng thuộc huyện Đồng Văn trên cơ sở một phần diện tích và dân số của xã Phú Lũng.
Ngày 21 tháng 12 năm 1982, Hội đồng Bộ trưởng ban hành Quyết định 179-HĐBT về việc tách xã Sủng Tráng của huyện Đồng Văn sáp nhập vào huyện Yên Minh.
Ngày 20 tháng 8 năm 1999, Chính phủ ban hành Nghị định 74/1999/NĐ-CP về việc chuyển 284,1 ha diện tích tự nhiên và 329 nhân khẩu của xã Yên Minh về xã Sủng Tráng quản lý.
Sau khi điều chỉnh địa giới hành chính, xã Sủng Tráng có 2.181 ha diện tích tự nhiên và 2.789 nhân khẩu.